# Vuelta al País Vasco 1978
La XVIII Vuelta al País Vasco, disputada entre el 3 de abril y el 7 de abril de 1978, estaba dividida en 5 etapas para un total de 811 km.
En esta edición participaron 4 equipos españoles (Kas, Teka, Novostil y Transmallorca) y 2 equipos extranjeros (Safir y Coelima), con un total de 59 participantes de los que finalizaron 44 de ellos. 
El vencedor final fue nuevamente José Antonio González Linares, que logró el cuarto y último de sus triunfos en la prueba a lo largo de su carrera.

## Etapas
| Etapa              | Fecha    | Recorrido                          | km  | Vencedor de la Etapa          | Líder de la general           |
| ------------------ | -------- | ---------------------------------- | --- | ----------------------------- | ----------------------------- |
| 1ª etapa           | 03/04/78 | Leiza - Biarritz                   | 166 | José Luis Viejo               | José Luis Viejo               |
| 2ª etapa           | 04/04/78 | Biarritz - Lequeitio               | 170 | José Luis Viejo               | José Luis Viejo               |
| 3ª etapa           | 05/04/78 | Lequeitio - Placencia de las Armas | 164 | Enrique Martínez Heredia      | Enrique Martínez Heredia      |
| 4ª etapa           | 06/04/78 | Placencia de las Armas - Vitoria   | 151 | Roque Moya                    | José Nazabal                  |
| 5ª etapa (1º Sec.) | 07/04/78 | Vitoria - Arechavaleta             | 156 | José Antonio González Linares | José Antonio González Linares |
| 5ª etapa (2º Sec.) | 07/04/78 | Arechavaleta - Alto de Uncella     | 4   | José Enrique Cima             | José Antonio González Linares |

## Clasificaciones
| \| 1. \| José Antonio González Linares \| KAS \| 17h 23' 32s \| \| 2. \| José Enrique Cima \| KAS \| a 5' 24s \| \| 3. \| José Nazabal \| KAS \| a 5' 26s \| \| 4. \| Enrique Martínez Heredia \| KAS \| a 5' 29s \| \| 5. \| Vicente Belda \| TRA \| a 5' 32s \| \| 6. \| José Luis Viejo \| KAS \| a 5' 42s \| \| 7. \| Gonzalo Aja \| NOV \| a 6' 15s \| \| 8. \| Miguel Mari Lasa \| TEK \| a 6' 25s \| \| 9. \| Firmino Bernardino \| COE \| a 6' 40s \| \| 10. \| Alberto Fernández \| NOV \| a 6' 50s \| |                               |     |             |
| 1. | José Antonio González Linares | KAS | 17h 23' 32s |
| 2. | José Enrique Cima             | KAS | a 5' 24s    |
| 3. | José Nazabal                  | KAS | a 5' 26s    |
| 4. | Enrique Martínez Heredia      | KAS | a 5' 29s    |
| 5. | Vicente Belda                 | TRA | a 5' 32s    |
| 6. | José Luis Viejo               | KAS | a 5' 42s    |
| 7. | Gonzalo Aja                   | NOV | a 6' 15s    |
| 8. | Miguel Mari Lasa              | TEK | a 6' 25s    |
| 9. | Firmino Bernardino            | COE | a 6' 40s    |
| 10. | Alberto Fernández             | NOV | a 6' 50s    |

| \| 1. \| José Luis Viejo \| KAS \| 14 puntos \| \| \| 2. \| José Enrique Cima \| KAS \| 31 puntos \| \| \| 3. \| Enrique Martínez Heredia \| KAS \| 32 puntos \| \| |                          |     |           |  |
| 1. | José Luis Viejo          | KAS | 14 puntos |  |
| 2. | José Enrique Cima        | KAS | 31 puntos |  |
| 3. | Enrique Martínez Heredia | KAS | 32 puntos |  |

| \| 1. \| Ismael Lejarreta \| NOV \| 78 puntos \| \| \| 2. \| Francisco Fernández Moreno \| TEK \| 57 puntos \| \| \| 3. \| José Luis Mayoz \| TEK \| 54 puntos \| \| |                            |     |           |  |
| 1. | Ismael Lejarreta           | NOV | 78 puntos |  |
| 2. | Francisco Fernández Moreno | TEK | 57 puntos |  |
| 3. | José Luis Mayoz            | TEK | 54 puntos |  |

| \| 1. \| Jaime Albisu \| TEK \| 11 puntos \| \| \| 2. \| Sebastián Pozo \| KAS \| 6 puntos \| \| \| 2. \| Francisco Fernández Moreno \| TEK \| 5 puntos \| \| |                            |     |           |  |
| 1. | Jaime Albisu               | TEK | 11 puntos |  |
| 2. | Sebastián Pozo             | KAS | 6 puntos  |  |
| 2. | Francisco Fernández Moreno | TEK | 5 puntos  |  |

| \| 1. \| Kas \| 67h 57' 17s \| \| \| 2. \| Teka \| a 14' 36s \| \| \| 3. \| Transmallorca \| a 15' 42s \| \| \| 4. \| Novostil \| a 21' 43s \| \| \| 5. \| Coelima \| a 22' 14s \| \| \| 6. \| Safir \| a 59' 37s \| \| |               |             |  |
| 1. | Kas           | 67h 57' 17s |  |
| 2. | Teka          | a 14' 36s   |  |
| 3. | Transmallorca | a 15' 42s   |  |
| 4. | Novostil      | a 21' 43s   |  |
| 5. | Coelima       | a 22' 14s   |  |
| 6. | Safir         | a 59' 37s   |  |